# 英國瑞安航空
英國瑞安航空（英語：Ryanair UK）是一家以伦敦斯坦斯特德机场為基地的英國低成本航空公司，是愛爾蘭瑞安航空的子公司，於2019年3月正式營運。

## 歷史
英國瑞安航空早在1985年5月30日成立，初時名為Dawndell Limited，在同年6月27日更名為英國瑞安航空。自1995年11月1日起，公司改稱為英國瑞安航空有限公司 。
在2018年1月2日的一份聲明中，瑞安航空宣佈英國瑞安航空會在2017年12月21日已向英國民航局申請航空營運人許可證，以應對可能出現的「硬脫歐」。公司首架波音737-800飛機在2018年12月由瑞安航空轉移，在英國註冊編號為G-RUKA。2019年1月3日，英國瑞安航空獲得航空營運人許可證，並在3月12日首次營運，執行瑞安航空的航班。

## 機隊
截至2023年3月，英國瑞安航空機隊如下：
| 機型        | 服役中 | 訂購中 | 載客量 |
| ----------- | ------ | ------ | ------ |
| 波音737-800 | 11     | -      | 189    |
| 總計        | 11     |        |        |

## 外部連結
- 官網 （页面存档备份，存于）